# (9052) Uhland
(9052) Uhland ist ein Asteroid des Hauptgürtels, der am 30. Oktober 1991 vom deutschen Astronomen Freimut Börngen an der Thüringer Landessternwarte Tautenburg (IAU-Code 033) in Thüringen entdeckt wurde.
Der Asteroid wurde am 5. Oktober 1998 nach dem deutschen Dichter, Literaturwissenschaftler, Juristen und Politiker Ludwig Uhland (1787–1862) benannt, einem bedeutenden Vertreter der deutschen Romantik, der ab 1848 Abgeordneter der Nationalversammlung in der Frankfurter Paulskirche war.